# Manoba chinesica
Manoba chinesica är en fjärilsart som beskrevs av Embrik Strand 1922. Manoba chinesica ingår i släktet Manoba och familjen trågspinnare. Inga underarter finns listade i Catalogue of Life.